# الوجهان لامرأة باميليكية
الوجهان لامرأة باميليكية (بالإنجليزية: The Two Faces of a Bamiléké Woman)‏ هو فيلم كاميروني صدر في عام 2018، من إخراج روزين مباكام. يستكشف الفيلم حياة شابة باميليكية تعيش في بلجيكا وتعود إلى قريتها الأصلية في الكاميرون لإعادة الاتصال بجذورها. يتناول الفيلم مواضيع الهوية الثقافية والعائلة والتحديات التي تواجهها في التوفيق بين عالمين مختلفين. حظي الفيلم بإشادة النقاد لتصويره الحميم لرحلة البطلة الشخصية وتعقيدات علاقتها مع عائلتها ومجتمعها.

## القصة
"الوجهان لامرأة باميليكية" تتبع قصة شابة باميليكية تدعى روسين التي تعيش في بلجيكا مع زوجها وأطفالها. شعورًا بالانفصال عن جذورها وثقافتها، تقرر روسين العودة إلى قريتها الأصلية في الكاميرون لزيارة والدتها. بينما تعيد روسين نفسها لعائلتها ومجتمعها، تتصارع روسين مع التوقعات الثقافية المفروضة عليها كامرأة باميليكية وضغوط تحقيق التوازن بين هويتها الغربية وتراثها الأفريقي. من خلال محادثات حميمة مع والدتها وجدتها ونساء آخريات في القرية، تتعلم روسين عن تعقيدات كونها امرأة باميليكية حديثة وتحديات توجيه توقعات كلا المجتمعين. يعرض الفيلم صراعات وانتصارات روسين وهي تسعى للتوفيق بين الوجوه الاثنين لهويتها والعثور على شعور بالانتماء في كل من العوالم.

## وصلات خارجية
الوجهان لامرأة باميليكية  على قاعدة بيانات الأفلام على الإنترنت (بالإنجليزية). 